# Censerey
Censerey ist eine französische Gemeinde mit 180 Einwohnern (Stand 1. Januar 2022) im Département Côte-d’Or in der Region Bourgogne-Franche-Comté. Sie gehört zum Kanton Arnay-le-Duc und zum Arrondissement Beaune.

## Lage
Nachbargemeinden sind Liernais im Nordwesten, Sussey im Nordosten, Diancey im Südosten, Vianges im Süden und Brazey-en-Morvan im Südwesten. Im Osten verläuft das Flüsschen Suze (hier noch unter dem Namen Ruisseau de Liernais) parallel zur Schnellfahrstrecke LGV Sud-Est.

## Siehe auch

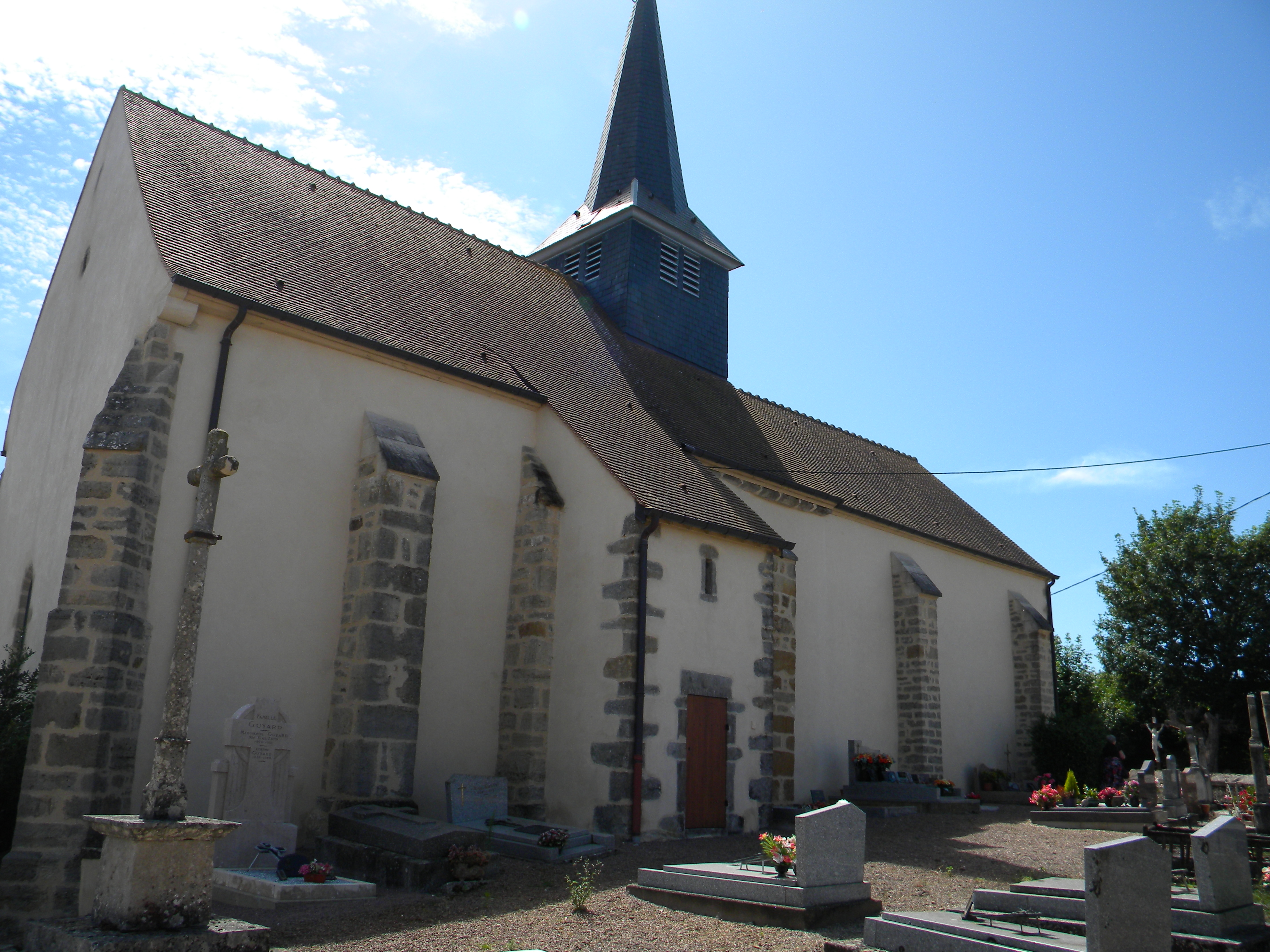
Kirche Saint-Symphorien

## Bevölkerungsentwicklung
| Jahr                       | 1962 | 1968 | 1975 | 1982 | 1990 | 1999 | 2008 | 2015 |
| -------------------------- | ---- | ---- | ---- | ---- | ---- | ---- | ---- | ---- |
| Einwohner                  | 287  | 264  | 237  | 214  | 209  | 167  | 179  | 175  |
| Quellen: Cassini und INSEE |      |      |      |      |      |      |      |      |